# De Toekomst
De Toekomst (« Le futur » en français) est le centre de formation de l'Ajax Amsterdam et est considéré comme un des meilleurs d'Europe. Il est composé d'infrastructures impressionnantes, de sept terrains sur 14 hectares, de 14 vestiaires et d'une salle de sport.

## Histoire
La construction du centre plus moderne a débuté en 1995 et s'est achevé en 1996. Il est situé à environ 600 mètres de l'Amsterdam ArenA.
Avec l'Ajax Amsterdam B, quelque 200 jeunes joueurs, âgés de 7 à 19 ans, étudient au centre de formation d'Amsterdam, et jouent dans 13 équipes différentes.
Lors de la victoire en Ligue des Champions lors de l'édition 1995, l'Ajax était presque entièrement composée de joueurs issu de son centre de formation.
Lors de la finale de la Coupe du monde de football 2010 face à l'Espagne, l'équipe des Pays-Bas était composée au coup d'envoi de 7 joueurs sur 11 issus du centre de formation de l'Ajax Amsterdam.

## Philosophie de jeu étudiée
Le 4-3-3 offensif façon football total est la principale leçon de jeu enseigné. Le centre apprend aux jeunes une philosophie de football créatif, attractif, offensif, rapide et technique.
Au départ, toutes les équipes de moins de 12 ans jouent en 3-4-3 ensuite en 4-3-3 et selon le profil des attaquants, en 4-4-2.
L'enseignement porte ses fruits au cours des années 1990, lorsque l'Ajax emmené par la génération dorée de Louis Van Gaal, devient champion d'Europe en 1995 avec neuf joueurs sur onze formés au club.

## Principaux élèves
Les élèves les plus connus sont certainement Johan Cruijff et Marco van Basten, gagnant chacun trois Ballons d'or. Ils sont tous les deux considérés comme les meilleurs joueurs de l'histoire néerlandaise.
En 1988 et en 1989, Marco van Basten remporte le ballon d'or. Par ailleurs lors de ces mêmes années, Rijkaard autre produit maison du centre de formation, termine 3e.
Lors du Mondial 2010, les Pays-Bas atteignent la finale avec plusieurs joueurs issus du centre de formation de l'Ajax : Wesley Sneijder, Maarten Stekelenburg, Gregory van der Wiel, John Heitinga et Nigel de Jong.